# Wildkrankheit
 Wildkrankheiten sind Krankheiten, die das Wild befallen können. Zu ihnen gehören
- durch Viren bedingte Infektionskrankheiten
- durch Bakterien bedingte Infektionskrankheiten
- parasitäre Krankheiten
- Vergiftungen
- Geschwülste
- Missbildungen
- Verletzungen.

Die im nachfolgenden Überblick aufgelisteten Krankheiten sind typisch für den mitteleuropäischen Raum und werden daher in der Wildtierkunde üblicherweise behandelt. Dadurch ist keine Aussage über die Häufigkeit ihres Auftretens getroffen.
Krankheiten der Nutztiere können auf  Wildtiere übertragen werden und umgekehrt. Weidevieh ist ebenso der Krankheitsgefahr ausgesetzt wie das Wild, jedoch sind vorbeugende und heilende Maßnahmen leichter möglich. 
Eine vorbeugende Maßnahme beim Wild ist z. B. die Schluckimpfung gegen Tollwut. Dazu legen Jäger im Auftrag der amtlichen Veterinäre mit Impfstoff präparierte Köder aus.
Das freilebende Wild ist in seiner Umwelt auch Krankheiten ausgesetzt, die durch Zugvögel übertragen werden können oder die mit Handelsgut eingeschleppt werden.
Rechtzeitiges Erkennen einer Krankheit ist die wichtigste Maßnahme. Deshalb ist in Deutschland der Nachweis besonderer Kenntnisse über die Wildkrankheiten, die Wildbrethygiene und die einschlägigen Rechtsnormen ein Bestandteil der Jägerprüfung.
Einige der aufgelisteten Krankheiten sind Zoonosen, d. h., sie sind auf den Menschen übertragbar. Aufgrund gesetzlicher Regelungen sind einige Krankheiten meldepflichtig.
- Viruskrankheiten
  - Tollwut (Anzeigepflicht)
  - Aujeszkysche Krankheit (Anzeigepflicht)
  - Schweinepest (Anzeigepflicht)
  - Geflügelpest (Anzeigepflicht)
  - Maul- und Klauenseuche (Anzeigepflicht)
  - Myxomatose
  - Hämorrhagische Erkrankung
  - Zeckenencephalitis
  - EBHS (European Brown Hare Syndrom – Hasenseuche)
  - Orf
  - Chinaseuche
  - Staupe

- Bakterielle Krankheiten
  - Brucellose (Anzeigepflicht)
  - Neurobrucellose
  - Tuberkulose
  - Pseudotuberkulose
  - Staphylokokkenerkrankung
  - Pasteurellose
  - Salmonellose
  - Rotlauf
  - Gamsblindheit
  - Tularämie
  - Aktinomykose

- Parasitäre Krankheiten
  - Trichinen
  - Bandwürmer
  - Lungenwürmer
  - Magenwürmer
  - Rotwurm
  - Haarwurm
  - Leberegel (kleiner L. und großer L.)
  - Rachenbremsenlarve
  - Dasselfliegenlarve
  - Räude
  - Kokzidiose

- Krankheiten durch Pilze
  - Organmykose

- Vergiftungen
  - Mykotoxikose
  - Botulismus

## Gesetzliche Regelungen

### EU
- EU-Lebensmittelhygiene ab 1. Januar 2006

a) Verordnung EG-Nr.852/04
b) Verordnung EG-Nr.853/04
c) Verordnung  EG-Nr.  854/04
d) EG-Nr.2075/05 (Trichinenuntersuchung)

### Bundesrepublik Deutschland
In der Bundesrepublik Deutschland sind die Bekämpfung der Wildkrankheiten, der Umgang mit kranken Tieren, der Umgang mit Wildbret von gesunden und kranken Tieren durch eine Reihe von Gesetzen geregelt. Hinzu kommen Europäische Normen.
Es gelten
- Tierseuchengesetz

- Bundesjagdgesetz
- Jagdgesetze der Länder
- Infektionsschutzgesetz (früher: Bundesseuchengesetz)
- Tierische Nebenprodukte-Beseitigungsgesetz  (früher: Tierkörperbeseitigungsgesetz)
- Tierschutzgesetz
- Arzneimittelgesetz